# Information Technology Act, 2000
L'Information Technology Act, 2000 (noto anche come ITA-2000, o IT Act) è una legge del Parlamento indiano entrata in vigore il 17 ottobre 2000. La legge n. 21 del 2000 è il testo unico fondamentale dell'India in tema di criminalità informatica e commercio elettronico. Si basa sulla modello di legge sovranazionale dell'UNCITRAL in materia di arbitrati del commercio e raccomandato come standard dall'Assemblea generale delle Nazioni Unite con la risoluzione del 30 gennaio 1997.

## Storia
Il disegno di legge fu approvato nella sessione di bilancio del 2000 e firmato dal presidente K.R. Narayanan il 9 maggio 2000. Il disegno di legge è stato messo a punto da un gruppo di funzionari guidati dall'allora ministro dell'Information Technology Pramod Mahajan.
La legge si applica a qualsiasi crimine coinvolga un computer o una rete situata in India, anche se l'attore materiale non è cittadino di questo Paese., mentre non persegue i crimini commessi all'estero.
La legge fornisce un quadro giuridico per la governance delle comunicazioni elettroniche, il riconoscimento delle firme digitali, la definizione dei crimini informatici e delle relative sanzioni. La legge istituisce un'autorità centralizzata di diritto pubblico (Controller of Certifying Authorities), alla quale viene attribuito il compito di regolamentare i soggetti abilitati al rilascio delle firme digitali. Inoltre, istituisce il Cyber Appellate Tribunal,  un tribunale speciale deputato alla risoluzione delle controversie derivanti dall'applicazione del nuovo testo legislativo. La norma ha anche modificato varie sezioni del codice penale indiano del 1860, dell'Indian Evidence Act del 1872, del Banker's Book Evidence Act del 1891 e del Reserve Bank of India Act del 1934, al fine di renderle conformi allo stato dell'arte delle nuove tecnologie.
Il testo originale conteneva 94 sezioni, suddivise in 13 capitoli con un'appendice e 4 cronoprogrammi. Nel 2008, furono introdotte la sezione 66A che perseguiva penalmente l'invio di "messaggi offensivi" e la sezione 69, che conferiva alle autorità il potere di "intercettare o monitorare o decrittografare qualsiasi informazione attraverso qualsiasi risorsa informatica". Tale modifica, introdusse anche delle disposizioni aggiuntive in tema di pornografia infantile, cyber terrorismo e voyeurismo.
L'emendamento fu approvato dalle due camere fra il 22 e il 23 dicembre 2008 senza alcun dibattito parlamentare, salvo essere controfirmato dal presidente Pratibha Patil il 5 febbraio successivo.

## Disposto normativo
La maggior parte dei capi d'accusa penalmente rilevanti permette comunque di sostituire la pena detentiva con una sanzione pecuniaria. Di seguito, viene riportata la lista dei reati e delle corrispondenti pene detentive e/o pecuniarie::
| Sezione | Fattispecie di reato                                                                            | Descrizione | Pena |
| ------- | ----------------------------------------------------------------------------------------------- | --- | --- |
| 65      | Manomissione del codice sorgente informatico                                                    | Se una persona nasconde consapevolmente o intenzionalmente, distrugge o altera o indiuce intenzionalmente o consapevolmente un altro a nascondere, distruggere o alterare qualsiasi codice sorgente [generato al] computer utilizzato per un computer, un programma informatico, un sistema informatico o una rete di computer, quando il codice sorgente del computer deve essere preservato o manutenuto ai sensi della legge vigente. | Detenzione fino a tre anni e/o multa fino a 200.000 rupie |
| 66      | Hacking di un sistema informatico                                                               | Se una persona ha l'intenzione di causare o è consapevole del probabile rischio di provocare una perdita o un danno illeciti al pubblico oppure una persona distrugge o elimina o modifica qualsiasi informazione presente in una risorsa informatica o ne riduca il valore o l'utilità o la pregiudichi in modo dannoso significa, commette il reato di hacking. | Detenzione fino a tre anni e/o multa fino a 500.000 rupie |
| 66B     | Ricezione di computer o dispositivo di comunicazione rubati                                     | Una persona che riceve o conserva una risorsa informatica o un dispositivo di comunicazione che è noto per essere rubato o per il quale la persona ha motivo di ritenere che sia stato rubato. | Detenzione fino a tre anni e/o multa fino a 100.000 rupie |
| 66C     | Utilizzo della password di un'altra persona                                                     | Una persona utilizza fradulentemente la password, la firma digitale o altra identificazione univoca di un'altra persona. | Detenzione fino a tre anni e/o multa fino a 100.000 rupie |
| 66D     | Frode su Internet                                                                               | Se una persona truffa qualcuno mediante una risorsa informatica o un [sistema di] comunicazione. | Detenzione fino a tre anni e/o fino a 100.000 rupie |
| 66E     | Pubblicazioni di immagini private di terzi                                                      | Se una persona acquisisce, trasmette o pubblica immagini delle parti private di una persona senza il suo consenso o conoscenza. | Detenzione fino a tre anni e/o multa fino a £ 200.000 |
| 66F     | Atti di ciberterrorismo                                                                         | Se una persona nega l'accesso di personale autorizzato a una risorsa informatica, accede a un sistema protetto o introduce un virus in un sistema, con l'intenzione di minacciare l'unità, l'integrità, la sovranità o la sicurezza dell'India, allora commette ciberterrorismo | Detenzione a vita |
| 67      | Pubblicare informazioni in forma elettronica che è consiiderata pornografia dalla legge indiana | Se una persona pubblica o trasmette o fa pubblicare in forma elettronica qualsiasi materiale che è lascivo o richiama l'interesse sessuale o ha l'effetto di tendere a depravare e corrompere le persone che, tenendo conto di tutte le pertinenti circostanze, sono probabili lettori, spettatori o uditori del materiale contenuto o incorporato in essa. | Detenzione fino a cinque anni e/o multa fino a 1.000.000 rupie |
| 67A     | Pubblicazione di immagini contenenti atti sessuali                                              | Se una persona pubblica o trasmette immagini contenenti un atto o una condotta espliciti sessuali | Detenzione fino a sette anni e/o multa fino a ₹ 1.000.000 |
| 67B     | Pubblicare pornografia infantile o predare [identità o contatti di] minorenni online            | Se una persona acquisisce, pubblica o trasmette immagini di un bambino in un atto o comportamento sessualmente esplicito. Se una persona induce un bambino a compiere un atto sessuale. Si definisce bambino chiunque abbia meno di 18 anni. | Detenzione fino a cinque anni e/o multa fino a ₹ 1.000.000 alla prima condanna. Detenzione fino a sette anni e/o con multa fino a ₹ 1.000.000 in caso di reiterazione del reato. |
| 67C     | Mancato mantenimento dei record [informatici]                                                   | Gli Internet Service Provider devono conservare i registri richiesti per il tempo stabilito. L'omissione è un reato. | Imprisonment up to three years, or/and with fine. |
| 68      | Omissione/rifiuto di ottemperare agli ordini                                                    | La Controller of Certifying Authorities può indirizzare delibere aventi foza di legge ad un'Autorità di certificazione o a un suo qualsiasi dipendente, ingiungendo l'adozione di misure o la cessazione di attività al fine di garantire la conformità alle disposizioni della presente legge, delle norme o di qualsiasi regolamento approvato successivamente. Chiunque non rispetti tali ordini sarà ritenuto colpevole di un reato. | Detenzione fino a 2 anni e/o multa fino a £ 100.000 |
| 69      | Errore / rifiuto di decrittografare i dati                                                      | Se la Controller of Certifying Authorities ritiene che sia necessario o opportuno farlo nell'interesse della sovranità o dell'integrità dell'India, della sicurezza dello Stato, delle relazioni amichevoli con Stati esteri o dell'ordine pubblico o per prevenire l'induzione alla commissione di qualsiasi reato noto, essa ha facoltà di indirizzare un ordine motivato in forma scritta a qualsiasi agenzia del governo chiedendo di intercettare qualsiasi informazione trasmessa attraverso qualsiasi risorsa informatica. L'utente iscritto o qualsiasi persona responsabile della risorsa informatica, qualora gli venga richiesto da qualsiasi agenzia attivata [dal Controller of Certifying Authorities], deve mettere a disposizione tutte le strutture e l'assistenza tecnica al fine di decrittografare le informazioni. Qualsiasi utente iscritto o qualsiasi persona che ometta di assistitere l'agenzia indicata, commette un reato. | Detenzione fino a sette anni ed eventuale multa. |
| 70      | Protezione dell'accesso o tentativo di proteggere l'accesso a un sistema protetto               | L'autorità di governo competente può, mediante notifica nella Gazzetta ufficiale, dichiarare che qualsiasi computer, sistema informatico o rete di computer è un sistema protetto. Il governo competente può, mediante ordine in forma scritta, indicare le persone autorizzate ad accedere ai sistemi protetti. Una persona che protegge l'accesso o tenta di proteggere l'accesso a un sistema protetto, commette un reato. | Detenzione fino a dieci anni e/o multa. |
| 71      | Rappresentazione ingannevole                                                                    | Se qualcuno fa dichiarazioni false o omette qualsiasi fatto sostanziale nei confronti del Controller of Certifying Authorities o dell'Autorità di certificazione per ottenere una licenza [a rilasciare] ovvero un certificato di firma digitale. | Detenzione fino a 2 anni e/o multa fino a £ 100.000 |

## Casi notevoli
Sezione 66
- Nel febbraio 2001, in uno dei primi casi di applicazione della norma, la polizia di Delhi ha arrestato due uomini che gestivano una società di web hosting. La società aveva chiuso un sito web per il mancato pagamento delle quote, mentre proprietario del sito presentò una denuncia alla polizia, nella quae dichiarava di essere in regola con i pagamenti. La polizia di Delhi accusò le due parti di aver violato la sezione 66 della legge sull'IT e lil vincolo fiduciario previsto ai sensi della sezione 408 del codice penale indiano. I due uomini dovettero trascorrere 6 giorni nella prigione di Tihar, prima di poter uscire su cauzione. Bhavin Turakhia, amministratore delegato di directi.com, dichiarò che quella interpretazione della legge sarebbe stata problematica per le società di web hosting[11];
- Nel febbraio 2017, M / s Voucha Gram India Pvt. Ltd, proprietario del portale di e-commerce di Delhi www.gyftr.com presentò un esposto per un attacco hacker condotto da varie città dell'India, a seguito della quale la polizia di Delhi arrestò quattro uomini.[12]

Sezione 66A
- Nel settembre 2012, il fumettista freelance Aseem Trivedi fu arrestato ai sensi della sezione 66A dell'IT Act, della sezione 2 del Prevention of Insults to National Honor Act, 1971 e per sedizione in base alla sezione 124 del codice penale indiano.[13] Il motivo del contendere erano i suoi cartoni animati raffiguranti la diffusa corruzione in India.[14][15];
- Il 12 aprile 2012,  Ambikesh Mahapatra, professore di chimica dell'Università di Jadavpur, fu arrestato per aver condiviso tramite e-mail un cartone animato, che era ritenuto denigratorio nei confronti del Primo Ministro del Bengala Occidentale Mamata Banerjee e poi del Ministro delle ferrovie Mukul Roy.[16] Quest'ultimo e la segretaria della società immobiliare destinataria del messaggio furono accusati di aver violato la Sezione 66A e B dell'IT Act, per diffamazione (sezione 500), per atti osceni nei confronti di una donna ai sensi della Sezione 509 e per favoreggiamento del reato (sezione 114 del Codice penale indiano).[17]
- Il 30 ottobre 2012,l'uomo d'affari Puducherry Ravi Srinivasan fu arrestato in base alla sezione 66A, per aveva inviato un tweet il cui contenuto er ariferbile ad un caso di presunta corruzione di Karti Chidambaram, figlio dell'allora ministro delle finanze P. Chidambaram, il quale aveva segnalato il fatto alla polizia[18];
- Il 18 marzo 2015, un adolescente fu arrestato dalla polizia di Bareilly, nell'Uttar Pradesh, per aver pubblicato su Facebook un post offensivo nei confronti del politico Azam Khan. Il post era stato erroneamente attribuito ad Azam Khan dal ragazzo,  accusato di violazione (sez. 66A dell'IT Act) e delle sezioni 153A (promozione dell'inimicizia tra le diverse religioni), fra gli altri capi d'accusa. Quando la Sezione 66A fu abrogata il 24 marzo, l'autorità governativa dichiarò che avrebbe comunque portato avanti il procedimento giudiziario con le rimanenti accuse.[19][20]

## Critiche

### Sezione 66A e restrizione della libertà di parola
Dalla sua istituzione come emendamento all'atto originale nel 2008, la Sezione 66A ha suscitato polemiche sulla sua natura incostituzionale:
| Sezione | Fattispecie di reato                                        | Descrizione | Pena                                   |
| ------- | ----------------------------------------------------------- | --- | -------------------------------------- |
| 66A     | Pubblicazione di informazioni offensive, false o minacciose | Qualsiasi persona che invii con qualsiasi mezzo di una risorsa informatica qualsiasi informazione che sia gravemente offensiva o che abbia un carattere minaccioso; o qualsiasi informazione che egli sappia essere falsa, ma al fine di causare fastidio, disagio, pericolo, ostruzione, insulto deve essere punita con la reclusione per un periodo che può estendersi fino a un massimo di tre anni, e con una multa. | Detenzione fino a tre anni, con multa. |

Nel dicembre 2012, P Rajeev, un membro del Rajya Sabha del Kerala, ha tentato di approvare una risoluzione cercando di modificare la Sezione 66A. P Rajeev ha sottolineato che i cartoni animati e gli editoriali consentiti nei media tradizionali venivano censurati nei nuovi media. Ha anche affermato che la legge è stata appena discussa prima di essere approvata nel dicembre 2008.

Durante il dibattito, fu suggerito che il 66A avrebbe dovuto essere reso applicabile soltanto nel caso di comunicazione da persona a persona, rinviando a una sezione simile ai sensi dell'Indian Post Office Act del 1898.
Il ministro delle comunicazioni e della tecnologia dell'informazione Kapil Sibal difese il testo vigente, affermando che leggi simili esistevano anche negli Stati Uniti e nel Regno Unito. così come nell'Indian Post Office Act del 1898. Rajeev rispose che il Regno Unito si occupava solo della comunicazione da persona a persona.
Ricorsi per la dichiarazione di incostituzionalità
Nel novembre 2012, l'agente IPS Amitabh Thakur e sua moglie Nutan Thakur, attivista per diritti civili, depositarono un ricorso presso la sede di Lucknow dell'Alta corte di Allahabad, sostenendo che la Sezione 66A violasse il diritto alla libertà di parola garantita dall'Articolo 19 (1) (a) della Costituzione dell'India. Dissero che la sezione era vaga e spesso applicata in modo non corretto.
Sempre a novembre 2012, uno studente di legge residente a Delhi, Shreya Singhal, depositò un contenzioso di interesse pubblico (PIL) presso la Corte suprema dell'India, nel quale sostenne che la Sezione 66A era formulata in modo vago, in contrasto con l'articolo 14, 19, paragrafo 1, lettera a) e l'articolo 21 della Costituzione. Il 29 novembre 2012, il ricorso fu dichiarato ammissibile. 

Un simile ricorso fu istanziata anche da Faisal Farooqui, fondatore del sito MouthShut.com,, in collaborazione con l'ONG Common Cause, rappresentata da Prashant Bhushan.
Nell'agosto del 2014, la Corte Suprema chiese al governo centrale di rispondere alle petizioni presentate da Mouthshut.com e alla successiva petizione presentata dalla Internet and Mobile Association of India (IAMAI), che sosteneva che l'IT Act conferiva al governo il potere di rimuovere arbitrariamente i contenuti generati dagli utenti.
Annullamento da parte della Corte suprema
Il 24 marzo 2015 la Corte suprema dell'India sentenziò che l'intera sezione 66A dell'IT Act 2000 era incostituzionale poiché «in modo arbitrario, eccessivo e sproporzionato» invasiva «del diritto alla libertà di parola» previsto dall'articolo 19, paragrafo 1, della Costituzione dell'India, Tuttavia la Corte rigettò le motivazioni addotte per sopprimere le sezioni 69A e 79 della legge, inerenti alla procedura e alle garanzie per il blocco di determinate categorie di siti Web.
Regole rigide sulla riservatezza dei dati
Le regole imponevano alle aziende di ottenere l'autorizzazione scritta dai clienti prima di raccogliere e utilizzare i loro dati personali. La norma era applicata anche alle società statunitensi che esternalizzavano parte delle loro attività e servizi al cliente a società indiane.

Alcune aziende indiane e statunitensi.contestarono l'eccessiva rigidità delle norme sulla privacy dei dati introdotte nella legge nel 2011. Altre, invece, le accolsero con favore perché avrebbero eliminato le esitazioni alla delocalizzazione in India, date dall'incertezza e instabilità del quadro normativo.
Sezione 69 e decrittazione obbligatoria
La Sezione 69 attribuiva alla pubblica autorità, alle agenzia governative e alle società private da esse attivate la facoltà di intercettare qualsiasi informazione e chiederne la relativa decodifica delle informazioni.
La norma si ispirava ad un'attualizzazione dell'Indian Telegraph Act che già nel 1885 attribuiva al governo il potere di mettersi in ascolto nelle linee telefoniche, e che un verdetto della Corte Suprema del 1996, a un secolo di distanza, aveva limitato al solo caso di "emergenza pubblica".
La sezione 69 dell'IT Act del 2000 ancora non prevedeva alcuna limitazione in questo senso. Il 20 dicembre 2018, il Ministero degli Affari Interni richiamò la Sezione 69 per legittimare il rilascio di un ordine che autorizzava dieci agenzie centrali a intercettare, monitorare e decrittografare «qualsiasi informazione generata, trasmessa, ricevuta o archiviata in qualsiasi computer».  Mentre alcuni sostengono che ciò costituisce una violazione del diritto fondamentale alla privacy, il Ministero degli affari interni rivendicò la sua validità per motivi di sicurezza nazionale.